# Il figlio di Saul
Il figlio di Saul (Saul fia) è un film del 2015 diretto da László Nemes. 
Ha partecipato in concorso al Festival di Cannes 2015, dove ha ottenuto il Grand Prix Speciale della Giuria. Dopo Mephisto (1981, regia di István Szabó) è il secondo film ungherese a vincere un Oscar al miglior film straniero.
Il film racconta una rivolta, realmente avvenuta, nel campo di concentramento di Auschwitz.

## Trama
Nell'ottobre 1944, il prigioniero ebreo-ungherese Saul Ausländer lavora come Sonderkommando nelle camere a gas di Auschwitz. Lavora stoicamente, apparentemente intorpidito dalle atrocità quotidiane. Tra i morti dopo una gasazione, Saul vede un ragazzo ancora vivo soffocato da un medico nazista che chiede un'autopsia. Saul porta il corpo a Miklós Nyiszli, un compagno di prigionia ungherese e assistente forzato di Josef Mengele, e gli chiede di non tagliare il bambino in modo che possa ricevere una degna sepoltura ebraica. Miklós rifiuta, ma dice che può avere cinque minuti da solo con il ragazzo quella sera prima della cremazione. Saul chiede al rabbino Frankel di aiutarlo a celebrare il rito funebre, ma il rabbino lo respinge e suggerisce a Saul di eseguire la sepoltura da solo. 
Saul sente il Sonderkommando Abraham parlare di una rivolta con l'Oberkapo Biederman. Biederman vuole innanzitutto fotografare gli orrori del campo utilizzando una macchina fotografica raccolta dai morti e portare le immagini all'esterno per attirare l'attenzione e gli aiuti. Abraham parla a Saul del "Rinnegato", un rabbino greco che ha perso la fede. In cambio, Saul offre la sua assistenza nel loro piano. Finge di aggiustare la serratura di una baracca, mentre un compagno di prigionia si nasconde all'interno e fotografa una cremazione in una fossa di fuoco. 
Saul si intrufola in un'altra unità del Sonderkommando e trova il ribelle sulla riva di un fiume, dove le ceneri vengono gettate nell'acqua. Il ribelle si rifiuta di aiutare; Saul a sua volta getta in acqua la pala dell'uomo. Il rabbino si getta nel fiume, ma Saul lo tira fuori ed entrambi vengono portati dal comandante delle SS dell'unità. Dopo un interrogatorio, il ribelle viene giustiziato e Saul può tornare all'unità. Tornato al campo, Saul si intrufola nell'ufficio di Miklós ma non riesce a trovare il corpo, prima di essere deriso e cacciato dalla stanza da un gruppo di ufficiali nazisti. Affronta Miklós, che gli assicura che il corpo è stato nascosto per sicurezza. Saul trova il corpo e lo porta nella sua baracca in un sacco. 
Quella sera, il comandante delle SS Moll ordina a Biederman di scrivere una lista di settanta nomi, facendo capire a Biederman che la sua unità sarà presto uccisa. Biederman rivela l'informazione ad Abraham, che incarica Saul di recarsi al campo femminile per prendere un pacchetto di polvere da sparo da una prigioniera di nome Ella. Ella, che conosce Saul, lo chiama per nome e gli stringe la mano, ma lui si ritira. Dopo aver ritirato il pacco, Saul cerca un rabbino tra una fila di ebrei ungheresi appena arrivati, che vengono condotti nel bosco per l'esecuzione. Un francese di nome Braun lo avvicina e convince Saul di essere un rabbino. Saul traveste Braun da Sonderkommando e lo introduce di nascosto nel campo. Quando Saul arriva al campo, viene affrontato da Abraham e si rende conto che durante il trambusto nel bosco ha perso il pacco. Interrogato ulteriormente, afferma che il ragazzo ucciso è il suo figlio illegittimo, affermazione che Abraham dice non essere vera.
Il mattino seguente, i prigionieri vengono convocati nel crematorio per tornare al lavoro, dove scoprono che Biederman e la sua unità sono stati uccisi. Abraham raduna gli altri prigionieri e attacca le guardie delle SS, dando inizio alla ribellione. Durante il tumulto, Saul recupera il cadavere del ragazzo e fugge nel bosco con Braun e pochi altri prigionieri. Si prepara a seppellire il ragazzo vicino a un fiume, ma scopre che Braun non è un vero rabbino poiché non riesce a recitare il Kaddish. Sentendo le guardie avvicinarsi, Saul cerca di portare il corpo attraverso il fiume, ma perde la presa e viene tirato fuori dall'acqua dal rabbino Frankel mentre il cadavere galleggia via. I prigionieri si nascondono in un capanno nella foresta e iniziano a discutere di un piano per unirsi alla resistenza polacca. Saul nota un giovane contadino che sbircia nel capanno, e di conseguenza sorride (per l'unica volta nel film). Il ragazzo scappa ma un ufficiale delle SS lo afferra coprendogli la bocca mentre le guardie si avvicinano al capanno. L'ufficiale lo rilascia e il ragazzo corre nel bosco mentre il rumore degli spari riecheggia dietro di lui.

## Riconoscimenti
- 2015 - Festival di Cannes
  - Grand Prix Speciale della Giuria
  - Premio Fipresci
  - Premio François Chalais
  - Candidatura alla Palma d'oro
- 2016 - Golden Globe
  - Miglior film straniero (Ungheria)
- 2016 - Premio Oscar
  - Miglior film straniero (Ungheria)
- 2016 - David di Donatello
  - Miglior film dell'Unione Europea a László Nemes
- 2017 - British Academy Film Award
  - Miglior film straniero (Ungheria)